# Абэ, Хифуми
Хифуми Абэ (яп. 阿部一二三; род. 9 августа 1997, Кобе) — японский дзюдоист, обладатель 5 дана дзюдо, четырёхкратный чемпион мира в весовой категории до 66 кг. Двукратный олимпийский чемпион в весовой категории до 66 кг (2020 и 2024 годов). Брат олимпийской чемпионки 2020 года Уты Абэ.

## Биография
Начал заниматься дзюдо в возрасте 6 лет в Hyogo Boys Kodamakai, из-за того, что увидел соревнования дзюдоистов по телевизору 
Абэ выиграл две серебряные медали на мировых первенствах среди молодёжи, сначала в возрасте до 18 лет в 2014 году, а затем в возрасте до 21 года в Форт-Лодердейли в 2014 году. Несколько недель спустя, в том же году, он выиграл свой первый крупный международный турнир, выиграв Кубок Дзигоро Кано, победив Масаси Эбинуму, бронзового призёра Олимпийских игр в Лондоне и трёхкратного чемпиона мира.
На чемпионате Японии в 2016 году он вновь победил Масаси Эбинуму в полуфинале, а затем выиграл титул. Несмотря на эту победу, именно Масаси Эбинума был выбран для защиты японского флага на Олимпийских играх в Рио-де-Жанейро. В июле Абэ выиграл новый турнир Большого шлема в Тюмени, а в конце года выиграл Кубок Дзигоро Кано.
В феврале 2017 года он стал самым молодым победителем в истории турнира в Париже.
На чемпионате мира 2017 года в Будапеште он побеждает всех своих соперников и завоёвывает золотую медаль. В конце года он выиграл свой третий титул в Кубке Дзигоро Кано.
В 2018 году он выиграл «Большой шлем» в Екатеринбурге, а затем уступил впервые с 2015 года на Гран-при Загреба монгольскому атлету Алтансухи Довдону.
На чемпионате мира 2018 года в Баку, в финале в весовой категории до 66 кг, одержал победу во всех своих поединках и завоевал вторую золотую медаль на мировых чемпионатах.
На чемпионате мира 2019 года, который проходил в Токио завоевал бронзовую медаль, переиграв в поединке за бронзу итальянского спортсмена Мануэля Ломбардо.
В 2021 году стал олимпийским чемпионом на играх в Токио
| Круг      | Соперник         | Действия                       | Итог   | Соперник                   | Действия                                            |
| --------- | ---------------- | ------------------------------ | ------ | -------------------------- | --------------------------------------------------- |
| 1/8       | Хифуми Абэ (JPN) | О-сото-гари (5:27) — иппон     | 10—0s2 | Килиан Ле Блуш (FRA)       | Пассивность (2:19) — сидо Пассивность (4:39) — сидо |
| 1/4       | Хифуми Абэ (JPN) | О-сото-гари (3:41) — вадза-ари | 1—0s1  | Ёндонпэрэнлэйн Басху (MGL) | Пассивность (3:18) — сидо                           |
| Полуфинал | Хифуми Абэ (JPN) | Иппон Сэойнагэ (2:25) — иппон  | 10—0   | Дэниэл Карнинь (BRA)       | —                                                   |
| Финал     | Хифуми Абэ (JPN) | О-сото-гари (1:50) — вадза-ари | 1—0    | Важа Маргвелашвили (GEO)   | —                                                   |

В мае 2023 года, в столице Катара, на чемпионате мира, японский дзюдоист в весовой категории до 66 кг стал чемпионом, в финале победив своего соотечественника Дзёсиро Маруяму.
На летних Олимпийских играх 2024 года в Париже в категории до 66 кг завоевал золотую олимпийскую медаль, став двукратным олимпийским чемпионом. В финальной схватке одолел соперника из Бразилии Вилльяма Лиму. 
В июне 2025 года на чемпионате мира в Будапеште в весовой категории до 66 кг завоевал бронзовую медаль. В схватке за третье место одолел соперника из Кубы Орландо Поланко. 
Окончил факультет боевых искусств в Японском научном университете спорта. В 2019 стал лауреатом специальной премии за большие спортивные достижения Asahi TV и специальной спортивной премии Кобе.  
Образцом для подражания считает дзюдоиста Тадахиро Номура. Коронным приёмом дзюдоиста является сэойнагэ.